# Selidosema amani
Selidosema amani är en fjärilsart som beskrevs av Eugen Wehrli 1932. Selidosema amani ingår i släktet Selidosema och familjen mätare. Inga underarter finns listade i Catalogue of Life.